# علیرضا مشاقی
علیرضا مشاقی طبری پزشک، استاد دانشگاه و دانشمند ایرانی دانشگاه لیدن هلند است. او از پیشگامان پژوهش‌های میان‌رشته‌ای و بنیانگذار تحصیلات دو رشته‌ای در ایران است. او در سال ۲۰۱۸، به عنوان کاشف سال هلند انتخاب شد. وی همزمان پژوهشگر و استاد معین در دانشگاه هاروارد آمریکا و دانشگاه فودان چین می‌باشد.
مشاقی از پژوهشگران حوزه مطالعات تک‌مولکولی به ویژه در زمینه تاشدگی پروتئین‌هاست. بد تاخوردگی پروتئین‌ها منجر به بیماری‌های متعددی از جمله پارکینسون، آلزایمر، و سرطان می‌شود. در این مطالعات، از انبرک مولکولی برای دستکاری و اندازه‌گیری تاخوردگی یک تک‌مولکول پروتئین استفاده شده است. در سال ۲۰۱۶، مشاقی و همکاران ثابت کردند که پروتئین شپرونِ Hsp70 قادر است تا از پروتئین‌ها در حالت تاخورده نیز محافظت کند و بدین ترتیب باور قدیمی متخصصان را به چالش کشیدند که معتقد بودند که Hsp70 تنها می‌تواند پروتئین‌های تانخورده، یا آنهایی را که زنجیرهٔ پلی‌پپتیدی آزاد و نمایان دارند، محافظت کند.   نتایج این مطالعات به مدلی جدید برای تاخوردگی پروتئین‌ها توسط شپرون‌ها در سلول منجر شد. تحقیقات مشاقی در حوزه فیزیک نظری، عمدتاً بر توپولوژی مولکولی و توپولوژی شبکه‌ها متمرکز است. علاوه بر این، وی کارهای متعددی در زمینه غشاهای نازک و فناوری نانو انجام داده است. از جمله در سال ۲۰۰۸، مشاقی و همکارانش در دانشگاه فدرال زوریخ و شرکت فارفیلد، روشی اپتیکی برای مطالعه فیلم‌های پلیمری و غشاهای لیپیدی ابداع کردند و در سال ۲۰۲۰ نخستین میکروچیپ بیماری ویروسی ابولا را ساختند. در حوزه چشم‌پزشکی، عمده کارهای او در حوزهٔ بیماری‌های قرنیه و سطح چشم و به‌ویژه بیماری‌های التهابی چشم متمرکز بوده است. از جمله در سال ۲۰۱۸، مشاقی و همکاران کشف کردند که سلول‌های بنیادی می‌توانند ایمنی ذاتی را تنظیم کنند و می‌توانند به عنوان ابزاری بی‌خطر و مؤثر برای مهندسی پاسخ‌های ایمنی مطلوب مورد استفاده قرار گیرند. نتایج تحقیقات او طی مقالات متعددی در مجلاتی از جمله نیچر (Nature) منتشر شده است.
مشاقی جوایز متعددی، از جمله لوح تقدیر انجمن شیمی آمریکا، جایزه پژوهشگر جوان تیفاس آمریکا (TFOS Young Investigator Award)، جایزه بهترین مقاله ام‌دی‌پی‌ای سوییس، و AAAS/Science Program for Excellence in Science دریافت نمود. همچنین ایشان برنده جایزه یک میلیون و دویست هزار دلاری سازمان پژوهش‌های ملی هلند (NWO) برای پژوهش‌های تک سلولی بر روی سرطان و جایزه سیصد هزار دلاری مرکز دیستروفی عضلانی (MDA) آمریکا شده‌اند. وی در سال ۲۰۱۸، به خاطر پژوهش‌های بین‌رشته‌ای و تک مولکولی به عنوان کاشف سال انتخاب گردید.
مشاقی در دانشگاه متعددی از جمله دانشگاه تهران، دانشگاه صنعتی شریف، دانشگاه فدرال زوریخ (ETH Zurich)، دانشگاه صنعتی دلفت، دانشگاه لیدن، دانشگاه هاروارد، دانشگاه استانفورد و مؤسسه فناوری  ماساچوست (MIT) پژوهش و تدریس کرده است. مشاقی دوره دکتری پزشکی را در دانشکده پزشکی دانشگاه تهران و دوره فلوشیپ پژوهشی چشم‌پزشکی را دانشگاه هاروارد گذراند. همچنین همزمان با تحصیل در رشته پزشکی، دوره کارشناسی شیمی را در دانشگاه تهران به پایان برد و در دوره کارشناسی ارشد بیوفیزیک مرکز تحقیقات بیوشیمی و بیوفیزیک دانشگاه تهران و در دوره کارشناسی ارشد فیزیک دانشکده فیزیک دانشگاه صنعتی شریف تحصیل کرده است. او دوره پسا کارشناسی ارشد را در رشته مهندسی مواد در دانشگاه فدرال زوریخ به پایان رساند و همچنین فارغ‌التحصیل دوره دکترای فیزیک دانشگاه صنعتی دلفت هلند می‌باشد.
او ویراستار مجلات متعددی از جمله NanoResearch , Scientific Reports , Frontiers in Physics و Medicine می‌باشد.
علیرضا مشاقی با مراکز دانشگاهی و فرهنگی مختلفی در ایران از جمله دانشگاه تهران، دانشگاه صنعتی شریف، دانشگاه شیراز و برخی بیمارستان‌ها همکاری دارد.